# AEGON Pro Series Foxhills 2012
L'AEGON Pro Series Foxhills 2012 è stato un torneo di tennis facente parte della categoria ITF Women's Circuit nell'ambito dell'ITF Women's Circuit 2012. Il torneo si è giocato a Woking-Foxhills in Regno Unito dal 16 luglio al 22 luglio 2012 su campi in cemento e aveva un montepremi di $25,000.

## Vincitori

### Singolare
Sarah Gronert ha battuto in finale  Diāna Marcinkēviča con il punteggio di 6–2, 6–3

### Doppio
Nicha Lertpitaksinchai /  Peangtarn Plipuech hanno battuto in finale  Ivonne Cavallé-Reimers /  Nicola Slater con il punteggio di 6–2, 7–5